# Stolberg, Renania de Nord-Westfalia
Stolberg este un oraș din Regiunea urbană Aachen, landul Renania de Nord-Westfalia, Germania.